# Jewgienij Tariełkin
Jewgienij Igoriewicz Tariełkin (ros. Евгений Игоревич Тарелкин; ur. 29 grudnia 1974 w Pierwomajskim) – rosyjski kosmonauta, Bohater Federacji Rosyjskiej.
Tariełkin ukończył Szkołę Sił Powietrznych w Jejsku w 1996 roku oraz szkolenie w Centrum Wyszkolenia Kosmonautów im. J. Gagarina w 1998 roku.
15 maja 2012 podczas startu Sojuza TMA-04M wchodził w skład załogi rezerwowej.
23 października 2012 razem z Olegiem Nowickim i Kevinem Fordem na pokładzie Sojuza TMA-06M wystartował w kierunku Międzynarodowej Stacji Kosmicznej, na pokład której kosmonauci dotarli dwa dni później. Weszli w skład Ekspedycji 33 i 34. Na pokładzie stacji przebywali do 15 marca 2013, a dzień później powrócili na Ziemię.
Stowarzyszenie Uczestników Lotów Kosmicznych (Association of Space Explorers) przyznało mu Universal Astronaut Insignia za lot orbitalny (nr 527).